# Huang Baitao
Huang Baitao (張靈甫, 9 septembre 1900 - 22 novembre 1948) est un général de l'armée nationale révolutionnaire qui a combattu les communistes et l'armée impériale japonaise. Il se suicide durant la campagne de Huaihai (en) plutôt que d'être fait prisonnier. Il est décoré deux fois de l'ordre du Ciel bleu et du Soleil blanc, la plus haute distinction nationaliste.

## Biographie
La famille de Huang est originaire de Meixian dans la province du Guangdong mais il est né à Tianjin. Après une période dans les armées de divers seigneurs de la guerre, il rejoint les forces de Tchang Kaï-chek durant l'expédition du Nord. Pendant la seconde guerre sino-japonaise, il est promu officier d'État-major sur la base de son mérite et étudie à l'école militaire chinoise. Il est assigné comme chef d'État-major dans les 3e, 6e, et 9e zones de guerre, et il participe à l'incident de la Nouvelle Quatrième armée où il anéantit un grand nombre de troupes communistes. En 1946, quand la guerre civile chinoise reprend, il est promu commandant du 25e corps.
En décembre 1947, Huang aide l'armée nationaliste à évacuer de la province du Shandong et arrête l'avancée communiste menée par Su Yu dans le centre de la Chine lors de la campagne de l'est du Henan en été 1948. Ses actions aident à sauver les unités du Kuomintang de la destruction. Le président Tchang Kaï-chek le décore de l'ordre du Ciel bleu et du Soleil blanc et le promeut à la tête de la 7e armée. Cependant, sa promotion n'est pas très bien vue des autres commandants nationalistes, en particulier le lieutenant-général Qiu Qingquan, commandant du 5e corps, et les espions communistes infiltrés dans le Kuomintang diffusent des rumeurs pour laisser tendue leur relation de travail.
Le 8 novembre 1948, alors que la campagne de Huaihai (en) est sur le point de commencer, le département nationaliste de la défense décide de retirer la 7e armée et la nouvelle 6e armée du nord de la province du Jiangsu pour rejoindre le quartier-général nationaliste à Xuzhou. Huang reçoit l'ordre d'attendre un autre corps du Kuomintang (le 44e corps) qui arrive de la 9e zone de pacification à Haizhou avant de traverser le Grand Canal, 2 jours précieux sont alors gâchés. Il fait également l'erreur fatale de ne pas sécuriser une tête de pont sur le Grand Canal, et une armée de 320 000 communistes menée par le général Su Yu le rattrape, et son 63e corps qu'il commande est anéanti en essayant de traverser le Grand Canal à Yaowan après avoir terminé les missions d'arrière-garde. Le même jour (8 novembre), étant donné que Huang continue de se replier vers Xuzhou, les espions communistes infiltrés dans le Kuomintang de la 3e zone de pacification se révoltent sur le champ de bataille, faisant 23 000 prisonniers. Le quartier-général nationaliste commandé par Liu Chih panique et ordonne à la 13e armée du lieutenant-général Li Mi, qui est chargé de la défense du côté est de la ville, de se replier à l'intérieur de Xuzhou. Ces mouvements permettent aux communistes d'isoler complètement la 7e armée de Huang Baitao du reste des forces nationalistes en capturant les villages de Caobaji et Daxujia évacués par la 13e armée de Li Mi. Tchang Kaï-chek ordonne aux 2e et 13e armées de porter secours à la 7e mais le lieutenant-général Qiu Qingquan, commandant de la 2e armée, n'est pas très disposé à aller aider son collègue aux abois en raison de leurs querelles antérieures et de la crainte d'être encerclé par les communistes à son tour. Li Mi essaie tout de même mais il est repoussé par les forces communistes malgré un soutien aérien et l'appui de tanks. Après 15 jours de violents combats, la 7e armée est anéantie dans le village de Nianzhuang, à environ 30 km de Xuzhou. La nuit du 22 novembre 1948, Huang Baitao se suicide après une sortie réussie avec son vice-commandant du 25e corps qui emporte secrètement son corps et ses effets personnels à travers les points de contrôle communistes. Comme Huang Baitao est l'un des commandants nationalistes qui ont préféré mourir plutôt que de se rendre aux communistes, le président Tchang Kaï-chek organise personnellement des funérailles nationales pour lui. Le gouvernement nationaliste le promeut à titre posthume général quatre étoiles et le décore d'un second ordre du Ciel bleu et du Soleil blanc. Lorsque l'armée populaire de libération approche de Nankin en été 1949, les survivants de la 7e armée transfèrent ses restes à Taïwan.

## Anecdote
Dans les années 1960, l'unique fils de Huang Baitao assassine l'un de ses amis homosexuels avec une arme à feu dont son père s'était servi autrefois. Le président Tchang a réduit la sentence de mort en prison à perpétuité. Il est ressorti de détention et a émigré aux États-Unis alors retraité.